# بيترو غونزاليس
بيترو غونزاليس (بالإسبانية: Pedro González Telmo)‏ (و. 1190 – 1246 م) هو داعية، ومتدين ‏ إسباني، ولد في فورميستا، توفي في توي، بونتيفيدرا، عن عمر يناهز 56 عاماً.